# Francesco Ginanni
Francesco Ginanni (né le 6 octobre 1985 à Pistoia, en Toscane) est un coureur cycliste italien, professionnel entre 2008 et 2012.

## Biographie
Coureur amateur au sein de l'équipe Finauto Neri Lucchini Zoccorinese en 2007, Francesco Ginanni remporte quatorze victoires cette année-là. En 2006 et 2007, il est sélectionné aux mondiaux espoirs, où il termine respectivement 64e et 32e. Grâce à ses succès, il est repéré par Gianni Savio qui l'engage pour 2008 au sein de l'équipe professionnelle italienne Serramenti PVC Diquigiovanni-Androni Giocattoli.
En 2008, il commence sa première saison avec plusieurs places d'honneur au Tour de Turquie en avril et une deuxième place au Grand Prix de l'industrie et de l'artisanat de Larciano. En août, il signe un premier succès au Gran Premio Industria e Commercio Artigianato Carnaghese, puis deux autres dans les semaines suivantes aux Trois vallées varésines et au Tour de Vénétie, face à des adversaires comme Damiano Cunego ou Stefano Garzelli. Il est alors surnommé le « nouveau Saronni » par les médias italiens. Ces résultats lui permettent d'achever l'année en huitième place de l'UCI Europe Tour.
L'année suivante, il continue d'obtenir des résultats, remportant deux victoires en une semaine en février avec le Trofeo Laigueglia devant Filippo Pozzato, puis le Gran Premio dell'Insubria, où il bat Enrico Rossi au sprint. Après un printemps moins réussi, il remporte en août le Gran Premio Industria e Commercio Artigianato Carnaghese. Cependant, ses rivaux commencent à connaitre sa façon de courir et font tout pour éviter d'arrivée au sprint avec lui. En 2010, après avoir remporté le Trofeo Laigueglia pour la deuxième fois consécutive, il se classe septième de Milan-San Remo. Une allergie l'éloigne de la compétition pendant la majeure partie de l'année. L'année suivante, il court peu et sa pointe de vitesse n'est plus la même. Ses meilleurs résultats sont une troisième place sur la Flèche d'Émeraude en France et une cinquième place au Trophée Matteotti. Son histoire avec Androni se termine alors que sa relation avec Gianni Savio s'effrite. 
En 2012, il rejoint l'équipe Acqua & Sapone, mais celle-ci disparaît à la fin de l'année. Il prend finalement sa retraite à 27 ans.

## Palmarès

### Palmarès amateur
- 2006
  - Milan-Busseto
  - Coppa Caduti-Puglia di Arezzo
  - Grand Prix de la ville d'Empoli
  - Trofeo Comune di Lamporecchio
  - Giro del Valdarno
  - 1re et 3e étapes du Tour de Toscane espoirs
  - 2e du Gran Premio Calzifici e Calzaturifici Stabbiesi
  - 2e du Raiffeisen Grand Prix
  - 3e de la Zuidkempense Pijl
  - 3e du Trofeo SC Corsanico
  - 3e du Giro delle Due Province
- 2007
  - Trofeo Taschini
  - Trophée Mario Zanchi
  - 1re étape du Grand Prix du Portugal
  - Coppa Fiera di Mercatale
  - Medaglia d'Oro Città di Monza
  - Giro del Casentino
  - Trofeo SC Corsanico
  - Grand Prix de la ville de Vinci
  - Trofeo Nesto e Nelli
  - Trofeo Comune di Lamporecchio
  - Florence-Viareggio
  - Coppa Guinigi
  - Tour d'Émilie amateurs
  - 2e de Florence-Empoli
  - 2e du Trofeo Franco Balestra
  - 2e de La Bolghera
  - 2e du Gran Premio Industria del Cuoio e delle Pelli

### Palmarès professionnel
- 2008
  - Vainqueur de la Coupe d'Italie espoirs
  - Gran Premio Industria e Commercio Artigianato Carnaghese
  - Trois vallées varésines
  - Tour de Vénétie
  - 2e du Grand Prix de l'industrie et de l'artisanat de Larciano
- 2009
  - Trofeo Laigueglia
  - Gran Premio dell'Insubria
  - Gran Premio Industria e Commercio Artigianato Carnaghese
- 2010
  - Trofeo Laigueglia
  - 3e du Grand Prix de la ville de Camaiore
  - 7e de Milan-San Remo
- 2011
  - 3e de la Flèche d'Émeraude

## Classements mondiaux
| Année                  | 2006 | 2007 | 2008 | 2009 | 2010 | 2011 | 2012 |
| ---------------------- | ---- | ---- | ---- | ---- | ---- | ---- | ---- |
| Calendrier mondial UCI |      |      |      |      | 114e |      |      |
| UCI Europe Tour        | 303e | 195e | 8e   | 17e  | 87e  | 213e | 891e |

## Distinctions
- Mémorial Gastone Nencini (révélation italienne de l'année) : 2008